# José Israel Reyes
José Israel Reyes (Costa Rica, 22 de enero de 2003) es un futbolista costarricense-nicaragüense que juega como Centrocampista en el Municipal Grecia de la Primera División de Costa Rica.

## Trayectoria

### Inicios
El 4 de septiembre de 2022 debutó con el Municipal Grecia en la Primera División de Costa Rica contra Municipal Pérez Zeledón, fue alineado como jugador titular, en el que fue sustituido al minuto 46 en la derrota 2-3.

## Selección nacional

### Categorías inferiores
El 26 de julio de 2022, Israel tuvo la oportunidad de jugar con la selección de Nicaragua Sub-20 en el Campeonato Sub-20 de la Concacaf de 2022, Nicaragua ya estaba clasificada a octavos de final después de las eliminatorias en 2021, por lo que su rival fue Estados Unidos, Reyes ingresó en la parte complementaria al minuto 46 en la derrota nicaragüense 5-0, siendo eliminados del Campeonato Sub-20 de la Concacaf de 2022.

### Participaciones internacionales juveniles
| Evento                                   | Sede     | Resultado        | Partidos | Goles |
| ---------------------------------------- | -------- | ---------------- | -------- | ----- |
| Campeonato Sub-20 de la Concacaf de 2022 | Honduras | Octavos de final | 1        | 0     |

## Estadísticas

### Clubes
Actualizado al último partido jugado el 6 de mayo de 2023.
| Club                          | Div.          | Temporada     | Liga  | Liga  | Liga   | Copas nacionales | Copas nacionales | Copas nacionales | Copas internacionales | Copas internacionales | Copas internacionales | Total | Total | Total  |
| Club                          | Div.          | Temporada     | Part. | Goles | Asist. | Part.            | Goles            | Asist.           | Part.                 | Goles                 | Asist.                | Part. | Goles | Asist. |
| ----------------------------- | ------------- | ------------- | ----- | ----- | ------ | ---------------- | ---------------- | ---------------- | --------------------- | --------------------- | --------------------- | ----- | ----- | ------ |
| Municipal Grecia · Costa Rica |               |               |       |       |        |                  |                  |                  |                       |                       |                       |       |       |        |
| 1.ª                           | 2022-23       | 5             | 0     | 0     | —      | —                | —                | —                | —                     | —                     | 5                     | 0     | 0     |        |
| Total club                    | Total club    | 5             | 0     | 0     | 0      | 0                | 0                | 0                | 0                     | 0                     | 5                     | 0     | 0     |        |
| Total carrera                 | Total carrera | Total carrera | 5     | 0     | 0      | 0                | 0                | 0                | 0                     | 0                     | 0                     | 5     | 0     | 0      |
| 1. 2. Fuente:Transfermarkt    |               |               |       |       |        |                  |                  |                  |                       |                       |                       |       |       |        |